# هله-مونیکا هلمه
هله-مونیکا هلمه (استونیایی: Helle-Moonika Helme؛ زادهٔ ۸ ژوئیهٔ ۱۹۶۶) سیاستمدار و نماینده مجلس اهل استونی است.